# Heterocola longipalpis
Heterocola longipalpis là một loài tò vò trong họ Ichneumonidae.